# Space Chimps
Space Chimps er en computeranimeret familie-komediefilm fra 2008 produceret af Vanguard Animation, Starz Media og 20th Century Fox. Filmen blev udgivet 18. juli 2008 og er produceret af Barry Sonnenfeld, John H. Williams og John W. Hyde. Filmens stemmer er indtalt af af Andy Samberg, Jeff Daniels, Cheryl Hines, Kenan Thompson, Stanley Tucci, Kristin Chenoweth og Patrick Warburton. Filmen havde premiere den 13. juli 2008 i Los Angeles, Californien.

## Plot
Ham III er barnebarn af den første chimpanse i rummet, som er kanonkuglekonge, men bliver kritiseret af sin bedstefars ven Houston. I mellemtiden er en ubemandet NASA-rumsonde Infinity trukket ind i et intergalaktisk ormehul og lander på en jord-lignende planet på den anden side af galaksen, der hedder Malgor. Zartog, en ondsindet indbygger på planeten, finder ud af ved et uheld, hvordan han bruger rumsonden til at slavebinde planetens indbyggere. På grund af tabet af sonden er NASA tæt på at miste deres bevilling (og få rumcentret revet ned og få bygget et tallerkenmalingcenter i stedet for). Forskerne finder en måde at få kontakten med rumsonden igen og sender chimpanserne Luna og Titan og Ham. Da chimpanserne har overvundet Zartog og skabt fred på planeten, vender de tilbage i rumsonden og NASA's bevilling er ikke bare beholdt men også steget.

## Figurer
- Ham III (Andy Samberg) han er hovedpersonen i filmen og barnebarn af Ham III. Han er en cirkus chimpanse der elsker sit job.i hele filmen er han selvoptaget og hensynsløs men senere i filmen indser han at der er andet end cirkus.
- Luna (Cheryl Hines) hun er frygtløs, intelligent og smuk. Ham lægger ofte an på hende men hun afviser men hun giver sig til sidst.
- Titan (Patrick Warburton) chefen for ekspeditionen. Redder ham og Luna.
- Dr Jagu (Omid Abtahi)
- Zartog (Jeff Daniels)
- Dr. Bob (Patrick Breen)
- Houston (Carlos Alazraqui)
- Ringmaster (Kenan Thompson)
- Kilowatt (Kristin Chenoweth)
- Dr. Smothers (Kath Soucie)
- Senatoren (Stanley Tucci)
- Dr. Poole (Jane Lynch)
- Comet (Zack Shada)
- Computerstemme Jessica Gee
- Newsreel Tom Kenny
- Guard Jason Harris
- Cloud Jay Keiser
- Reporter Tom Jamcomb
- Reporter Curtis Augspurger
- Jess Harnell
- Ellie Harvie
- Caitlin McKenna-Wilkinson

## Anmeldelser
- Berlingske Tidende – (**** ud af 6) Udover at være teknisk flot og visuelt fantasifuld, er der flere rigtig gode grin undervejs.
- Ekstra Bladet – (***) På ingen måde abeskønt, men alt i alt tilforladelige abekattestreger.
- Jyllands-Posten – (**) Håbløst uoriginal og kedelig animationsfilm
- Politiken – (****) En film, der på papiret ser umanerligt fjoget ud, men som faktisk er ganske godt selskab.

## Modtagelse
Rotten Tomatoes rapporterede, at 37% af professionelle kritikere gav positive anmeldelser baseret på 19 anmeldelser. Billig animation og overflod af aber skrev det. Roger Ebert gav en positiv anmeldelse til filmen. Ebert gav filmen 3 stjerner og siger i sin anmeldelse, at "Space Chimps er dejligt fra start til slut" .The New York Times hævdede Space Chimps var "hysterisk morsom" .
Filmen kom i 2.511 biografer med en indtægt på $ 2.860 gennemsnit .Men filmen blev en moderat box office succes. Filmen har indtjent $ 30100000 i USA og $ 33600000 i andre lande alt 63800000 $ på verdensplan

## Danske stemmer
- Thomas Mørk
- Tammi Øst
- Vicki Berlin
- Laus Høybye